# 松尾勇
松尾 勇（まつお いさむ、1950年 - ）は、日本の朝鮮語学者、天理大学国際学部教授。
1950年、大阪市生まれ。1973年天理大学外国語学部朝鮮学科卒業。1977年2月、延世大学校大学院国語国文学科修士課程修了。現在、天理大学国際学部外国語学科韓国・朝鮮語専攻教授。
- 1986年 4月 - 1989年3月 ： Radio Japan・NHK国際放送（朝鮮語）「やさしい日本語・中級」講師
- 1990年 4月 - 1996年3月 ： NHKテレビ「アンニョンハシムニカ～ハングル講座」講師
- 1996年12月 - 1997年3月 ： NHKラジオ「アンニョンハシムニカ～ハングル講座（応用編）」講師
- 1998年 4月 - 1998年7月 ： NHKラジオ「アンニョンハシムニカ～ハングル講座（応用編）」講師